# Сацумский диалект
Сацумский диалект (яп. 薩隅方言 сацугу: хо:гэн, дословно: «диалект Сацумы и Осуми») — один из диалектов японского языка, на котором говорят в префектуре Кагосима (за исключением островов Амами). В самой Японии его также называют кагосимским диалектом.

## Общая информация

### Распространённость
Слово сацугу (яп. 薩隅方言) — аббревиатура названий исторических провинций 薩摩 (Сацума) и 大隅 (Осуми). Говор этих двух провинций несколько отличается, хотя они оба относятся к одному диалекту. Имеются ещё два родственных диалекта; говоря в общем, на Кюсю есть три диалектные группы: хонити (яп. 豊日方言 хо:нити хо:гэн), хитику (яп. 肥筑方言 хитику хо:гэн) и сацугу.

#### Кагоби
Кагоби (яп. カ語尾, дословно «оканчивающиеся на „ка“») — предикативные прилагательные, у которых в заключительной и определительной форме имеется окончание «ка». Кагоби существует в современных диалектах сацугу и хитику. С древних времён и до первой половины Средневековья говор Киото был знаменит использованием суффикса «кари» у предикативных прилагательных.
Кагоби использовался, либо продолжает использоваться в диалектах хаката, янагава, сага и других.
| Форма прилагательного | Древние тексты | Хаката   | Янагава       | Сага    | Литературный японский |
| Несовершенный вид     | кара           | каро     | кара          | каро    | каро                  |
| Инфинитив             | ку, кари       | у*, ка** | у, кари, ка** | у, ка** | ку, ка**              |
| Заключительная форма  | си             | ка       | ка            | ка      | и                     |
| Аттрибутивная форма   | ки, кару       | ка       | ка            | ка      | и                     |
| Совершенный вид       | кэрэ           | карэ     | кэря:         | (кай)   | кэрэ                  |
| Императив             | карэ           | —        | —             | —       | —                     |

Примечания:
* В этом случае некоторые моры (ку, гу, хи, би, ми) произносятся как «у».

** Следующий за «ка» согласный удваивается (например, ка + ки = какки).
Кагоби, подобные ёка и баттэн, широко распространены в диалекте хитику. В диалекте сацугу развились слова, оканчивающиеся на согласный.
Существуют родственные сацугу говоры, например, диалекты Миядзаки и Мороката (уезд провинции Хюга), находившиеся в сфере влияния диалекта сацугу. В отличие от кагосимского «акцента второго типа» (так называют изменённое по сравнению с литературным выделение слогов в словах), в Морокате, в городах Эбино, но от Кобаяси и Мияконодзё до Соо и Сибуси используется «акцент первого типа», в уездах Нисимороката и Китамороката говорят «с нулевым акцентом».
В диалекте сацугу имеются значительные региональные вариации, так, говор сельских районов Сацумы и в района оконечности полуострова (например, города Макурадзаки) сильно отличаются даже лексически. С развитием СМИ на региональных отличиях стали акцентировать внимание.

## Фонетика
Ввиду невозможности деления слов на слоги фиксированной длины в диалекте сацугу нет мор. Акцентуация слов не зависит от слогового разделения. Для японского языка такое разделение слов необычно и встречается лишь в диалектах цугару, в Аките и в диалектах тохоку.
К примеру, в литературном японском и большинстве диалектов слово «иттэ» (яп. 行って, пойдя, идя) можно разбить на равные по длительности части: и-т-тэ (три моры). В сацугу это же слово звучит как «ит-тэ». Для литературного японского закрытые слоги нехарактерны.
Кроме того, могут встречаться сочетания вроде симмосан (яп. シッモサン siq mo san) вместо нормативного сиримасэн (яп. 知りません, не знаю) siq - mo - san, перед носовыми и сонорными согласными появляются горловые смычки.
В конце слова слоги ci и cu переходят в q (здесь c —— любой согласный, кроме носовых).
К примеру, слова обувь (яп. 靴 куцу), шея (яп. 首 куби), рот (яп. 口 кути), гвоздь (яп. 釘 куги), гребень, куси (яп. 櫛), приходить (яп. 来る куру) произносятся как «куq»:
- 「靴」 : kuq < *kut < kutu
- 「首」 : kuq < *kub < kubi

## Грамматика
Предикативные прилагательные подвергаются кагоби и аналогичному процессу под названием игоби (яп. イ語尾, «оканчивающиеся на „и“»).
Соединительная частица дэ (яп. で) на Канэгасиме и Якусиме заменена частицей кара (яп. から). Уступительное «хотя» (яп. けれども кэрэдомо) превращается в один из трёх местных вариантов: дон, идон, донкаран (яп. どん いどん どんからん), на Косикидзимарэтто, Канэгасиме, Якусиме, в архипелаге Тогара — баттэн, баттен, баттэ, батти, ба (яп. ばってん・ばっちぇん・ばって・ばっち・ばっ).
В сацугу, как и в остальных говорах Кюсю, распространена конечная частица то (яп. と). Частица даро: (яп. だろう), означающая предположение, заменяется дзяро (яп. じゃろ), тот же смысл имеет конструкция «заключительная форма глагола» + «до».

### Построение вежливости
Особенно следует упомянуть кэйго сацугу, где вежливые конструкции используются очень часто. В сацугу благодарят не словом аригато: годзаимасу (яп. 有難う御座います), а местным выражением аигато мосагэмосита (яп. あいがともさげもした), которое произошло из фразы аригато: мо:сиагэмо:сита (яп. 有難う申し上げ申した).

## Детали

### Влияние на литературный японский
С первой половины периода Мэйдзи в полиции служило много выходцев из клана Сацугу. В результате, в профессиональный жаргон японских полицейских вошли диалектные слова вроде «ой» (яп. おい, эй), «кора» (яп. こら, «ты»).
Слово «бинта» (яп. ビンタ, голова) появилось в сацугу, но в старину многие выходцы из нынешней префектуры Кагосима служили офицерами в армии на руководящих постах. Офицеры называли «бинта» головы своих подчинённых.

### Использование диалекта для шифрования
Во Второй мировой войне сацугу использовался для шифрования переговоров с подводными лодками, в частности, когда в море на подлодке U-511 вышел вице-адмирал Наокуни Номура, связь с посольством Японии осуществлялась шифрованными телеграммами на сацугу.
Хотя американцы сумели перехватить и расшифровать телеграммы, значения они не поняли. Перевод был осуществлён лишь с помощью найденного в США потомка кагосимского клана Кадзики (яп.  加治木) Акиры Итами (яп. 伊丹明) .
Кроме того, в тайга дораме NHK (яп. NHK大河ドラマ NHK тайга дорама) Пылающая горная река (яп. 山河燃ゆ сангамою) еврей-научный работник, занимающийся атомными бомбами, шифрует свои записи с помощью сацугу.

### Сацугу как искусственный язык
Акцент носителей сацугу сильно отличается от произношения других жителей Кюсю. Это вызвало споры о том, не является ли сацугу искусственным языком. Есть предположение, что сильные отличия сацугу от других японских диалектов связаны с тем, что местные пытались защититься от ниндзя путём создания искусственного языка, хотя такая возможность существует лишь в теории.

### Лексика
Процветающий юг заимствовал термины в процессе торговли. Например, слово «тряпка для классной доски» (яп. ラーフル ра:фуру) заимствовано из голландского языка (rafel — тереть).

## Словарь

### Топонимы
- идзун — город Идзуми
- ибусу — город Ибусуки
- кагомма — Кагосима
- сэндэ — Сацумасендай

### Местоимения
- атай — я; атай + ва = атая.
- ой — местоимение первого лица единственного числа муж. груб. я (яп. 俺 орэ); множественное число — ойдон или ойдома.
- уннагэн — мой (яп. うちの、私の ути но; ватаси но)
- укката — (моя) жена (яп. 女房 нё:бо:); происходит от «моя, домашняя сторона» (яп. 家方 утиката)
- вай, варэ — ты (яп. おまえ омаэ)
- вакко — унич. ты (яп. おまえ омаэ)
- охан — вы (яп. あなた аната)
- оманса — Вы (яп. あなた様 анатасама)
- ай — местоимение третьего лица единственного числа. Происходит от арэ = «он» (местоимения «корэ», «сорэ» и «арэ» произносятся в сацугу как «кой», «сой» и «ай»). Множественное число — айдон
- анта: — он + тематическая частица (яп. あいつは айцу ва)

### Выражения
- айгатоговасу: аригато годзаимасу; айгатомосягэмосита — аригато годзаимасита
- атайгэ: — мой дом лит. «ватаси но иэ» (яп. 私の家); атайгэн: моего дома лит. «ватаси но иэ но (яп. 私の家の)
- аттаган, ситандон — лит. «атта камо, сирэрай кэрэдо» (яп. 有ったかも、知れないけれど, может и было, я не знаю)
- аттарасика — лит. «моттайнай (яп. もったいない, никуда не годится)
- -дон — вежливый суффикс, происходит от доно (яп. 殿)
- ёкадо (муж.), ёкаё (жен.) — хорошо, понял (яп. 了解 рё:кай)
- икка — сразу же (яп. すぐに сугу ни); происходит от выражения «как прибудет гонец» (яп. 一騎来んめ икка коммэ)
- икэн, ситатона? до:, ситандай? (яп. どう、したんだい?)
- инна — когда? (яп. いつですか ицу дэсу ка)
- итто — немного, чуть-чуть времени (яп. ちょっと、少しの時間 тётто; сукоси но дзикан)
- куга, кудо — прошу к столу (яп. 食べよう табэё:)
- кэкэкэ — пойти купить ракушку (яп. 貝を買いに行く кай о каи ни ику)
- миситан — не встречалось, не видел (яп. 会ったことがない атта кото га най)
- найгонна? — что делаешь? (яп. 何をしているの? нани о ситэиру но?)
- н-ня, уння — нет, это не так (яп. いいえ。違います。 ийэ, тигаимасу)
- одзяттамонсэ — добро пожаловать (яп. いらっしゃいませ ирассяимасэ)
- ояттоса — спасибо за помощь (яп. お疲れ様 оцукарэсама)
- ситан — не знать (яп. 知らない сиранай); ситтё — знать (яп. 知っている ситтэиру)

### Пища, животные и растения
- амумэ — таракан (яп. 油虫 абурамуси)
- амун — уксус (яп. 酢 су)
- аппутя — квакша (яп. 雨蛙 амагаэру)
- гараппа — каппа (яп. 河童)
- каимо, караимо — батат (яп. 薩摩芋 сацума имо). Кандзи записывается 唐芋, где 唐 — династия Тан, которая и привезла батат в Сацуму.
- о — мясо кита (яп. 鯨の肉 кудзира но нику)
- окабэ — на жаргоне домоохозяек тофу (яп. 豆腐)
- таккисё — арахис (яп. 落花生 раккасэй)
- умбэ — плод местного кустарника семейства лардизабаловых
- уо — рыба (яп. 魚 сакана); ио — живая рыба (яп. 生きている魚 икитэиру сакана)
- аттабу — ататакамэру (яп. 暖める, нагревать)
- буккумон — бесстрашный человек (яп. 豪胆な人 ко:танна хито)[6]
- глагол + ги: — во время какого-либо действия (яп. глагол + 時 ~токи)
- -ги — после; до (предела) (яп. まで мадэ)
- иккасу — объяснять (яп. 教える осиэру)
- итока — болезненный, болит (яп. 痛い итай), горячий (яп. 熱い ацуй)
- каккай — носить на спине (яп. おんぶ омбу)
- катаката — непарный (яп. 左右で違う саю: дэ тигау) (напр., о носках)
- ки — резать (яп. 切る киру)
- кибарэ — удачи; постарайся! (яп. 頑張れ гамбарэ)
- кинкин — сэйдза (яп. 正座)
- команка — маленький (яп. 小さい тиисай) от комакай (яп. 細かい)
- кусэрасика — нахальная девушка (яп. 生意気少女 намаики сё:дзё)
- кэвокэкэкэ — приходить купить раковину (яп. 貝を買いに来い кай о каи ни кои)
- мудзи, мудзика — милый, кавайный (яп. 可愛い)
- нисэ — молодой человек, юноша 15—25 лет (яп. 若い青年 вакай сэйнэн)
- нуки, нукка — душный, жаркий (яп. 暑い ацуй)
- одзи — страшный, ужасный (яп. 恐ろしい осоросий)
- окка — тяжёлый (яп. 重い омой)
- осэ — взрослый (яп. 大人 отона), замужняя, женатый (яп. 既婚者 киконся)
- тангара — бесполезный разговор (яп. 滅茶苦茶などを表す語 мутякутя надо о аравасуго)
- удо — прост. пустой (яп. 空っぽ караппо)
- укэ — много (яп. 多い оой)
- ун — море (яп. 海 уми)
- усобигоро — лжец (яп. 嘘吐き усоцуки); происходит от «усо о хиру» (лгать) + «горо» (некто)
- уттаку — бить, ударять (яп. 殴る нагуру)
- эсии, эсика, эдзика — нечестный (яп. ずるい дзуруй); эдзиваро — хитрец, шулер
- -яддэ — потому что (яп. だから)